# Eleccions al Dáil Éireann de 1938

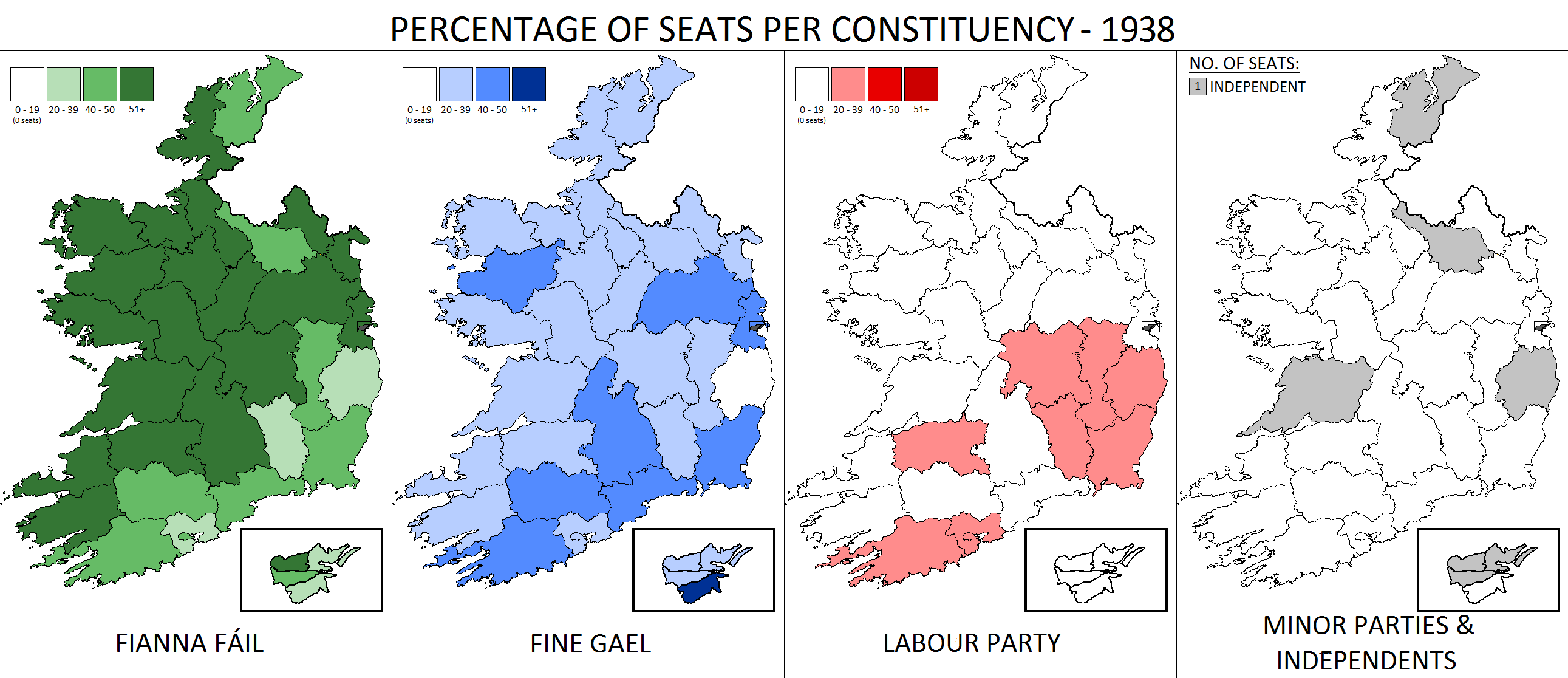
Resultats per circumscripcions i partits

Les eleccions al Dáil Éireann de 1938 es van celebrar el 17 de juny de 1938 per a renovar els 138 diputats del Dáil Éireann. Va guanyar el Fianna Fáil per majoria absoluta.

## Resultats
| Partit       | Líder               | Vot popular | %     | Escons |
| Fianna Fáil  | Éamonn de Valera    |             | 51,9% | 76     |
| Fine Gael    | William T. Cosgrave |             | 33,3% | 45     |
| Laborista    | William Norton      |             | 10,0% | 9      |
| Independents |                     |             | 5,1%  | 7      |